# Ian Woosnam
Ian Harold Woosnam (2 de março de 1958) é um jogador profissional de golfe do País de Gales. Woosnam foi campeão do Masters de Golfe em 1991.

## Títulos

### Torneios Major´s (1)
| Ano  | Campeonato       | Resultados            | Margem   | Vice-campeão        |
| ---- | ---------------- | --------------------- | -------- | ------------------- |
| 1991 | Masters de Golfe | −11 (72-66-67-72=277) | 1 tacada | José María Olazábal |